# La Chapelle-Neuve, Morbihan
La Chapelle-Neuve är en kommun i departementet Morbihan i regionen Bretagne i nordvästra Frankrike. Kommunen ligger i kantonen Locminé som tillhör arrondissementet Pontivy. År 2022 hade La Chapelle-Neuve 1 002 invånare.
På bretonska heter orten Ar Chapel-Nevez.

## Befolkningsutveckling
Antalet invånare i kommunen La Chapelle-Neuve
| Referens: INSEE |